# 泰瑞克斯裝甲車
AV-81泰瑞克斯装甲车（AV-81 Terrex）为新加坡陸軍的轮式装甲车。

## 概述
AV-81裝甲車是新加坡科技工程有限公司（Singapore Technology gies Kinetice，STK）與愛爾蘭愛爾蘭泰摩尼科技投資公司（Timoney Technology Limited，TTL）在1990年代末期合作研發的產物，也是新加坡自製的第一種裝甲車。
新加坡科技動力公司於1967年成立，該公司雖有多次生產重型礦業車輛的經驗卻不具研發生產先進裝甲車輛的能力，AV-81與中華民國的CM-31和CM-32具血緣關係，中華民國在1980年代研發CM-31裝甲車時也曾派員至愛爾蘭泰摩尼公司學習。整個研發案中，新科動力除主導研發走向外，還收購泰摩尼約25%的股權，成為泰摩尼最大股東，並擁有AV-81的最終設計智慧財產權 ；爾後新科動力對泰摩尼的持股達51%。發展初期，新科動力依據市場導向，針對特定潛在客戶來設計不同原型車。
此型裝甲車擁有相當前衛的設計，各項裝備採用模組化設計以滿足不同的需求，由於使用了許多現成組件（如動力系統、懸吊系統以及該公司先前為Bionix裝甲車開發的裝甲等）大幅降低研製成本及時程。
AV-81的第一輛原型車用於基本性能驗證（由泰摩尼公司製造），一開始在愛爾蘭、英國等國進行機動力、操控性與懸吊系統的驗證，並於2001年9月的倫敦防衛展（DSEi）中首次公開亮相；測試結束後，在2001年底運至新加坡由新科動力進一步測試。第二、第三輛原型車則由新科動力製造，第二輛原型車是針對土耳其陸軍的需求而設計 ，又稱為AV-82，在2002年新加坡亞洲航空展（Asian Aerospace）首次公開亮相，戰鬥重量增至18~20噸以符合土耳其陸軍的需求 ，採用更先進的駕駛與液壓懸吊系統；2002年新科動力與土耳其Otokar廠簽署合作生產合約。2004年初AV-81的第三輛原型車完成，此乃因應比利時陸軍的需求而設計，隨後在2004年亞洲航太展公開。新科動力自製的第二、第三號原型車都修改過車體細部設計，增加車內可用空間，並修改了後兩組車輪的懸吊系統以及車尾跳板艙門的驅動裝置。

## 设计
最大路速達120km/hr，能在4秒內從靜止加速至30km/hr，爬坡能力為60％，能在側傾40%時行駛，垂直越障能力為0.7m，越壕寬度為2m，最小迴轉半徑僅8m，直接涉水深度約1.5公尺。

### 車體
AV-81装甲车内部设有中央气压调节装置，根据车辆行驶的地形情况，自动调整轮胎内的气压，提高了在松软路面上的行驶速度，此外，因配备了具有国际专利的独立双叉臂悬挂系统，在崎岖山路行驶的机动性及人员乘坐的舒适性都有显著提高，在8个车轮上配有ABS系统，车体采用双层车壳及V形车底设计，除可抵挡轻武器袭击，也可提供较佳的防地雷能力，车底可承受重12公斤的重地雷轰爆的威力，除拥有基本防护装甲外，它还能加装被动装甲套件，使车体能抵挡14.5公厘子弹的射击，并配备全车核生化防护装置，使车内的乘员得以得到更多保护。 

### 動力
動力 、傳動、駕駛與承載等如液壓/電動混合駕駛系統、懸吊系統、動力管理系統等均為用模組化設計，能選用不同的動力包件 ，原型車使用卡特彼勒 C9直立六汽缸柴油發動機（在每分鐘2200轉時能輸出400馬力的最大功率，在每分鐘1400轉時的扭力為1100尺磅(lb-ft)），搭配一具愛利森的MD 4560P型自動變速箱，共設有6個前進檔與1個後退檔 （雲豹裝甲車的P0與P1原型車亦使用）。兩輛原型車刻意在車尾兩側預留缺角造型以便安裝轉向式浮游推進器 ，水中浮游時速10km；而第三輛原型車則取消使車尾呈現流線、平整造型。原型車的懸吊系統為TTL設計的Timoney獨立雙A臂懸吊系統（著重於改善人員舒適性以及提升越野機動性）；懸吊系統使用模組化設計可選用使用彈簧或液氣壓支撐臂。首輛原型車的四對車輪均採用前述獨立懸吊系統，後兩輛原型車的前兩對車輪為獨立懸吊，後兩對車輪則改用麥佛遜式懸吊。AV-81前兩對車輪為轉向輪（因設有液壓動力轉向系統故降低操作難度），設有中央胎壓控制系統（CTIS），能根據不同的地形調整適當的胎壓，輪胎可選擇395/85 R20 XML或475/80 R20兩種規格，四根輪軸的間距依序為1.45m-1.5m-1.45m，越野時能換用大紋路越野輪胎增加在鬆軟地面的抓地力，搭配ABS防鎖死煞車系統來使用全液壓煞車系統增加車輛的操控性與安全性。

### 防護
採用雙層車殼、車底採V形設計，AV-81不但可抵擋7.62公釐子彈，車頭也具抵擋12.7公釐子彈射擊的能力，同時也提供較佳的地雷防護能力，生廠商稱車底可承受10～12公斤地雷爆炸的威力。加裝的被動裝甲套件除使車內士兵得到更多保護外並可使車體最高能抵擋14.5公釐子彈的射擊。對戰場上特殊武器的攻擊則是配備全車核生化防護裝置（NBC）。

### 武裝
第二輛原型車（運兵車型）於車頂中段偏右安裝一具新加坡研發的RWS遙控武器平台（高約0.72m，總重約300kg，最大水平迴旋速率為30度/秒）。RWS平台配備共軸的CIS生產的40公釐 AGL榴彈機槍與7.62公釐口徑機槍各一門，榴彈機槍（左側），7.62公釐機槍（右側），俯仰範圍為-8~+45度，榴彈機槍備彈60發，7.62公釐機槍備彈250發；遙控槍塔基部裝有5具由電力擊發的SGL型煙幕彈發射器（亦為SGL的產品）。位於7.62公釐機槍右側裝有整合式光電觀測/瞄準系統，這套系統整合日間攝影機組（DCA）、夜間攝影機組（NCA）以及有效使用距離為90~4000m的雷射測距儀。除了RWS槍塔外，右側車尾頂蓋後方還有一具額外的開放式旋轉槍架，必要時可在此加裝一挺7.62公釐機槍（需由車內步兵探頭操作）。除了RWS砲塔外也可安裝新加坡M-113裝甲車所使用的40/50 Cupola機槍塔。

## 衍生型
- AV 81
- AV 82

## 香港海關查扣
2016年11月23日，一艘由南台灣高雄港出發，載運有9輛星製AV-81裝甲車及三貨櫃軍需品的美國總統輪船（APL）所屬的民用貨輪於香港遭查扣。該船在廈門港装卸货物時，中華人民共和國方面即發現船上裝載有軍品。香港海关根据《香港法例》第60章《進出口條例》第6A條进行查扣後，由警方運往屯門一內河碼頭存放。事發後，中華民國國防部聲明該船遭查扣的非中華民國軍品。中华人民共和国政府則表態，反對任何與中華人民共和國建交的國家與中華民國進行軍事交流、合作。
新加坡總理李顯龍致函香港特首梁振英，要求歸還該批裝甲車及軍品。2017年1月24日，香港稱已完成調查將歸還。同年1月27日，該批裝甲車及軍品從香港起運，並於1月30日下午抵達新加坡港。

## 圖集

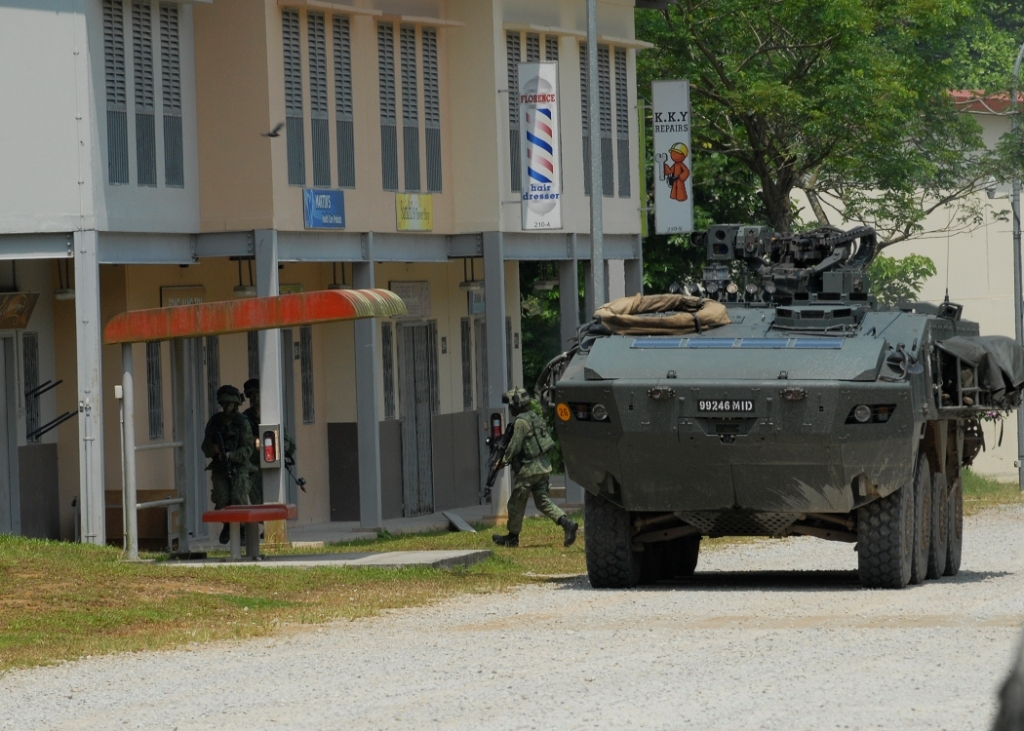
裝甲車前側
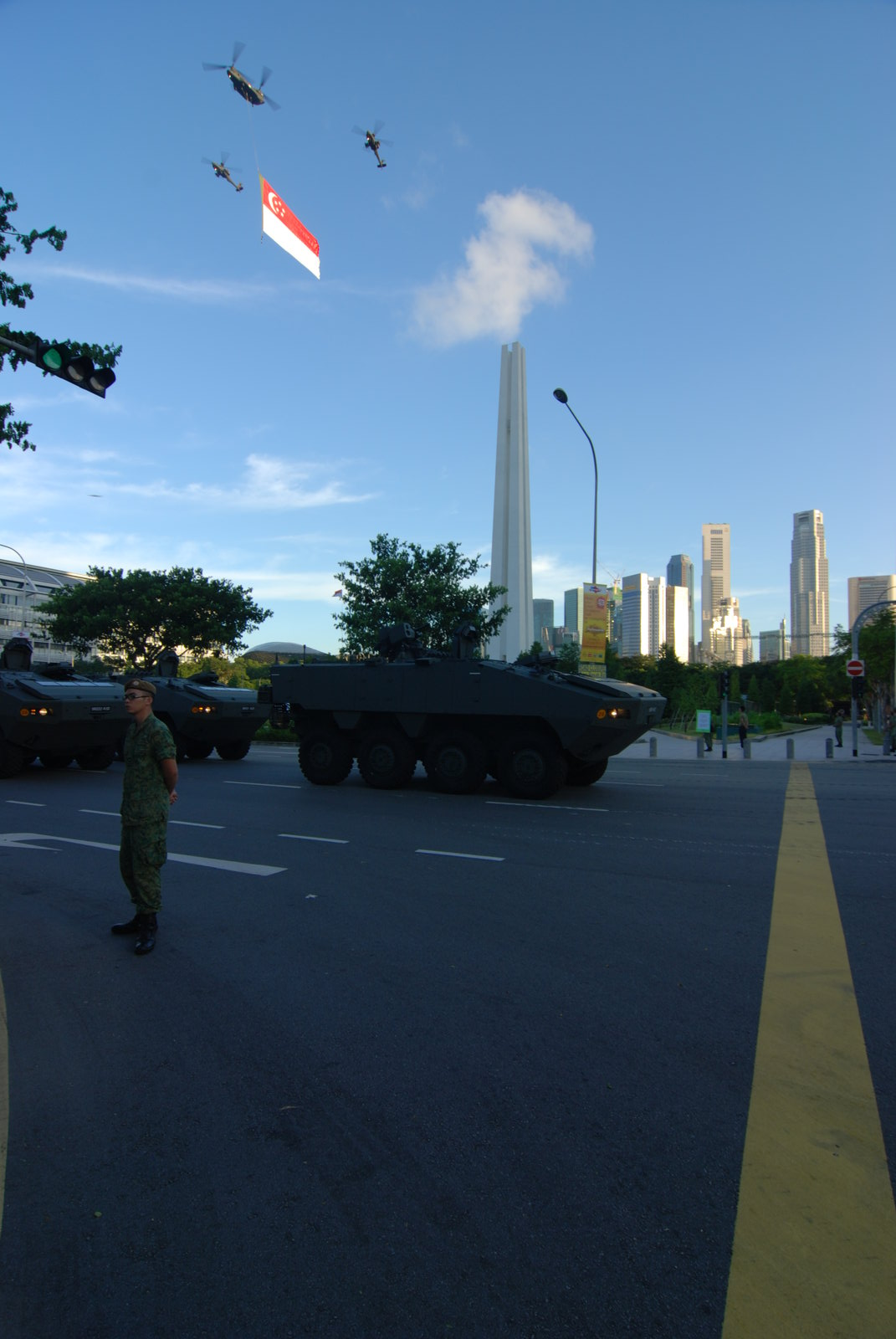
步兵戰車型1
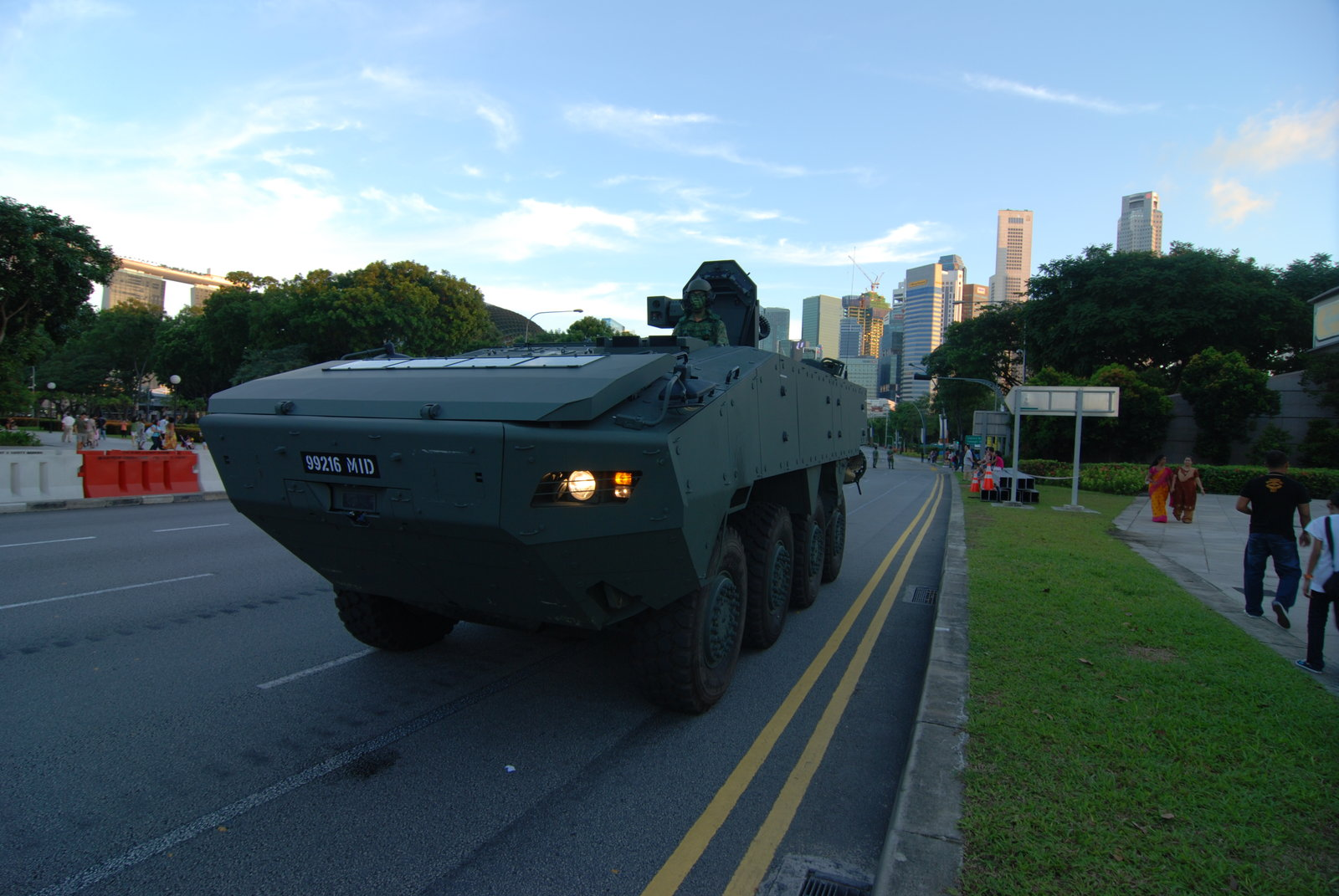
步兵戰車型2